# Mue (album)
Pour les articles homonymes, voir Mue.
 (novembre 2021).
Albums de Émilie Simon
Franky Knight
(2011) ES - Émilie Simon
(2023)
Singles
1. Menteur
Sortie : 14 janvier 2014
2. Quand vient le jour
Sortie : 7 novembre 2014

Mue est le sixième album d’Émilie Simon, sorti le 17 mars 2014 en CD et téléchargement. 
Composé de onze titres, il marque le retour d’Émilie Simon au français, après deux albums (The Big Machine et Franky Knight) écrits majoritairement en anglais et s’annonce comme un virage dans la musique de l’auteure-compositrice-interprète, comme semble l’indiquer le titre évoquant la mue d’un animal[réf. nécessaire]. Le disque atteint le numéro 16 dans le classement des albums français.
Le premier single extrait de l’album est Menteur, sorti le 14 janvier 2014.

## Liste des titres
Toutes les chansons sont écrites et composées par Émilie Simon, sauf où indiqué.
| 1.    | Paris j’ai pris perpète     | 3:54 |
| 2.    | Menteur                     | 4:03 |
| 3.    | Encre                       | 3:36 |
| 4.    | The Eye of the Moon         | 3:54 |
| 5.    | Quand vient le jour         | 3:12 |
| 6.    | Les Étoiles de Paris        | 3:44 |
| 7.    | Des larmes                  | 3:56 |
| 8.    | Le Diamant                  | 3:43 |
| 9.    | Perdue dans tes bras        | 4:18 |
| 10.   | Les Amoureux de minuit      | 3:11 |
| 11.   | Wicked Games de Chris Isaak | 3:58 |
| 41:29 |                             |      |

| Titre bonus iTunes Store | Titre bonus iTunes Store | Titre bonus iTunes Store | Titre bonus iTunes Store | Titre bonus iTunes Store | Titre bonus iTunes Store | Titre bonus iTunes Store | Titre bonus iTunes Store | Titre bonus iTunes Store | Titre bonus iTunes Store |
| No                       | Titre                    | Durée                    |                          |                          |                          |                          |                          |                          |                          |
| ------------------------ | ------------------------ | ------------------------ | ------------------------ | ------------------------ | ------------------------ | ------------------------ | ------------------------ | ------------------------ | ------------------------ |
| 12.                      | Un instant               | 3:14                     |                          |                          |                          |                          |                          |                          |                          |
| 44:43                    |                          |                          |                          |                          |                          |                          |                          |                          |                          |

## Classement
| Pays     | Meilleure position |
| -------- | ------------------ |
| France   | 16                 |
| Belgique | 27                 |
| Suisse   | 87                 |

## Singles
- Janvier 2014 : Menteur